# Sandia Indijanci
Sandia Indijanci, pueblo i indijansko pleme iz šire skupine Tiwa Indijanaca, porodica Tanoan, s istočne obale doline Rio Grande u Novom Meksiku. Prema podacma plemena, njihova rana populacija iznosila je preko 3.000, dok u suvremeno vrijeme iznosi oko 500. Glavnu svečanost održavaju 13. lipnja na sv. Antu Padovanskog.
Spada u savezno priznato indijansko pleme, jedno od 567 plemena američkih Indijanaca koje su do srpnja 2015. zakonski priznao Ured za indijanske poslove SAD-a.
Njihov indijanski rezervat Sandia Pueblo nalazi se u Novom Meksiku.
Po vjeri su rimokatolici. Zadržali su mnogo pretkršćanskih vjerskih običaja koji su do danas ostali tajnoviti. Gorje Sandia sveta je zemlja naroda Sandije. Oslovljavaju ga kao "Planinu", smatraju je svojom crkvom i rabe ju za svoj simbol.